# Uniforme de la selección de fútbol de Egipto
Al principio el uniforme de Egipto era totalmente rojo, hasta que en su primera aparición en una Copa Mundial de Fútbol en Italia 1934 usaron uniforme verde con blanco.
Más tarde tras la separación de la República Árabe Unida adoptaron los colores del desaparecido país, con lo que el uniforme pasó a ser rojo, blanco y negro, los colores actuales de la selección.

## Proveedores
| Marca   | Periodo   |
| ------- | --------- |
| Adidas  | 1990–1995 |
| Venecia | 1995–1998 |
| Puma    | 1999–2004 |
| Adidas  | 2004–2006 |
| Puma    | 2006–2012 |
| Adidas  | 2012–2019 |
| Puma    | 2019–     |

## Cronología

#### Evolución del uniforme titular
| 1920 | 1930 | 1934 | CAF 1957 | CAF 1962 | CAF 1990 | Mundial 1990 | 1998 | 1999-2000 |

| 2006-07 | 2008-09 | 2010-11 | 2011-12 | 2013 | 2014 | 2015 | 2017 | Mundial 2018 |

| 2019-20 | 2021-22 | 2022 | JJOO 2024 | 2024 |

#### Evolución del uniforme suplente
| 1920 | 1930 | 1934 | CAF 1959 | CAF 1962 | CAF 1990 | Mundial 1990 | 1998 | 1999-2000 |

| 2006-07 | 2008-09 | 2010-11 | 2011-12 | 2013 | 2014 | 2015 | 2017 | Mundial 2018 |

| 2019-20 | 2021-22 | 2022 | JJOO 2024 | 2024 |